# Plant City
Plant City ist eine Stadt im Hillsborough County im US-Bundesstaat Florida mit 39.764 Einwohnern (Stand: 2020).

## Geographie
Die Stadt befindet sich im Osten des Countys, grenzt im Osten an Lakeland (Polk County) und liegt etwa 25 Kilometer östlich von Tampa.

## Geschichte
Plant City wurde nach dem Eisenbahnmagnaten Henry Bradley Plant benannt. Die Stadt erhielt durch die South Florida Railroad, deren Eigentümer Plant war, im Jahr 1884 erstmals Anschluss an das Eisenbahnnetz (Bahnstrecke Sanford – Tampa). 1886 folgte durch die Tropical Florida Railroad, eine Tochtergesellschaft der Florida Railroad, der Bau einer weiteren Bahnstrecke von Ocala nach Plant City sowie 1890 als Verlängerung eine weitere Trasse nach Tampa.

## Demographische Daten
Laut der Volkszählung 2010 verteilten sich die damaligen 34.721 Einwohner auf 13.732 Haushalte. Die Bevölkerungsdichte lag bei 592,5 Einw./km². 69,5 % der Bevölkerung bezeichneten sich als Weiße, 15,1 % als Afroamerikaner, 0,6 % als Indianer und 1,4 % als Asian Americans. 10,7 % gaben die Angehörigkeit zu einer anderen Ethnie und 2,5 % zu mehreren Ethnien an. 28,8 % der Bevölkerung bestand aus Hispanics oder Latinos.
Im Jahr 2010 lebten in 40,5 % aller Haushalte Kinder unter 18 Jahren sowie 23,9 % aller Haushalte Personen mit mindestens 65 Jahren. 72,2 % der Haushalte waren Familienhaushalte (bestehend aus verheirateten Paaren mit oder ohne Nachkommen bzw. einem Elternteil mit Nachkomme). Die durchschnittliche Größe eines Haushalts lag bei 2,82 Personen und die durchschnittliche Familiengröße bei 3,28 Personen.
31,1 % der Bevölkerung waren jünger als 20 Jahre, 27,5 % waren 20 bis 39 Jahre alt, 25,0 % waren 40 bis 59 Jahre alt und 16,4 % waren mindestens 60 Jahre alt. Das mittlere Alter betrug 33 Jahre. 48,4 % der Bevölkerung waren männlich und 51,6 % weiblich.
Das durchschnittliche Jahreseinkommen lag bei 47.565 $, dabei lebten 17,4 % der Bevölkerung unter der Armutsgrenze.
Im Jahr 2000 war Englisch die Muttersprache von 83,79 % der Bevölkerung, spanisch sprachen 15,58 % und 0,63 % hatten eine andere Muttersprache.

## Sehenswürdigkeiten
Folgende Objekte sind im National Register of Historic Places gelistet:
| - Bing Rooming House - Downtown Plant City Commercial District - Downtown Plant City Historic Residential District - Glover School - Hillsboro State Bank Building | - Historic Turkey Creek High School - North Plant City Residential District - Plant City High School - Plant City Union Depot - Standard Oil Service Station |

## Verkehr
Die Stadt wird von der Interstate 4, vom U.S. Highway 92 sowie den Florida State Roads 39, 566, 574 und 600 durchquert.
Der Silver Star der Bahngesellschaft Amtrak passiert Plant City ohne Halt.
Im Südwesten der Stadt befindet sich der Plant City Airport.

## Kriminalität
Die Kriminalitätsrate lag im Jahr 2010 mit 386 Punkten (US-Durchschnitt: 266 Punkte) im durchschnittlichen Bereich. Es gab zwei Morde, sechs Vergewaltigungen, 40 Raubüberfälle, 136 Körperverletzungen, 299 Einbrüche, 1.184 Diebstähle, 140 Autodiebstähle und acht Brandstiftungen.

## Söhne und Töchter der Stadt
- Pam Tillis (* 1957), Country-Sängerin und -Songwriterin
- Ashley Moody (* 1975), Juristin und Politikerin